# Cristinini
Cristina López Peréz (Província de Tarragona, 15 de novembre de 1989), més coneguda com Cristinini, és una creadora de contingut, streamer i influenciadora catalana. A finals de gener de 2021, va comptar amb dos milions i mig de seguidors entre les plataformes que més utilitza; YouTube i Twitch. De fet, en l'última plataforma, Cristinini esdevé la catalana amb més seguidors.
El 25 de gener de 2021, es va anunciar que Cristinini era un dels quatre nous integrants de la casa d'Ibai Llanos.
El 2024 fou la copresentadora d'El Grand Prix del verano de RTVE.